# Вольшвиллер
Вольшвиллер (фр. Wolschwiller) — коммуна на северо-востоке Франции в регионе Гранд-Эст (бывший Эльзас — Шампань — Арденны — Лотарингия), департамент Верхний Рейн, округ Альткирш, кантон Альткирш. До марта 2015 года коммуна административно входила в состав упразднённого кантона Феррет (округ Альткирш).
Площадь коммуны — 10,14 км², население — 465 человек (2006) с тенденцией к росту: 467 человек (2012), плотность населения — 46,1 чел/км².

## Население
Численность населения коммуны в 2011 году составляла 471 человек, а в 2012 году — 467 человек.
| 1962 | 1968 | 1975 | 1982 | 1990 | 1999 | 2006 | 2008 | 2011 | 2012 |
| ---- | ---- | ---- | ---- | ---- | ---- | ---- | ---- | ---- | ---- |
| 401  | 387  | 397  | 388  | 430  | 430  | 465  | 475  | 471  | 467  |

Динамика населения:

## Экономика
В 2010 году из 314 человек трудоспособного возраста (от 15 до 64 лет) 242 были экономически активными, 72 — неактивными (показатель активности 77,1 %, в 1999 году — 65,8 %). Из 242 активных трудоспособных жителей работали 230 человек (132 мужчины и 98 женщин), 12 числились безработными (четверо мужчин и 8 женщин). Среди 72 трудоспособных неактивных граждан 23 были учениками либо студентами, 15 — пенсионерами, а ещё 34 — были неактивны в силу других причин.
На протяжении 2011 года в коммуне числилось 192 облагаемых налогом домохозяйства, в которых проживало 462,5 человека. При этом медиана доходов составила 31061 евро на одного налогоплательщика.

## Достопримечательности (фотогалерея)

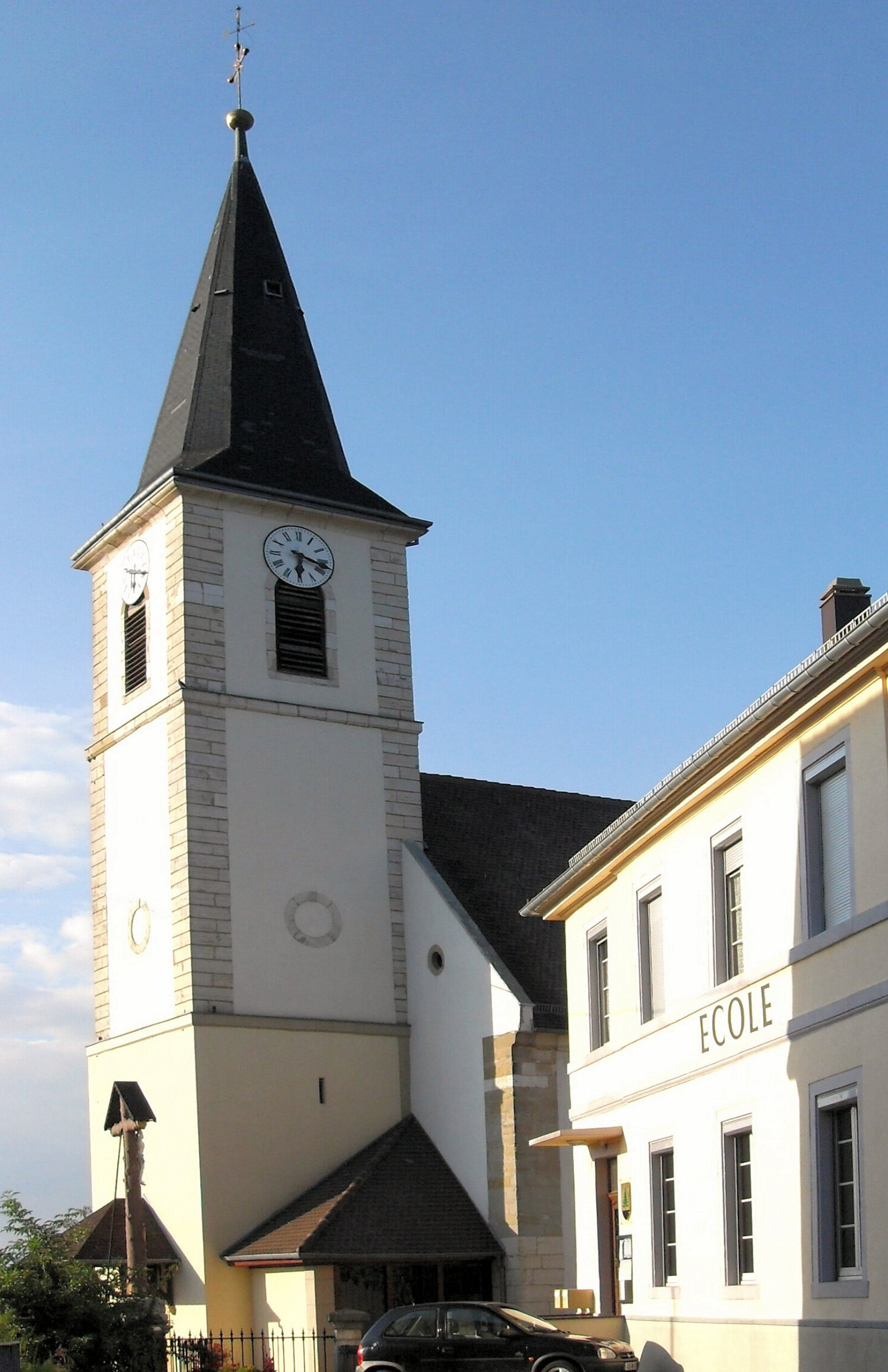
Церковь
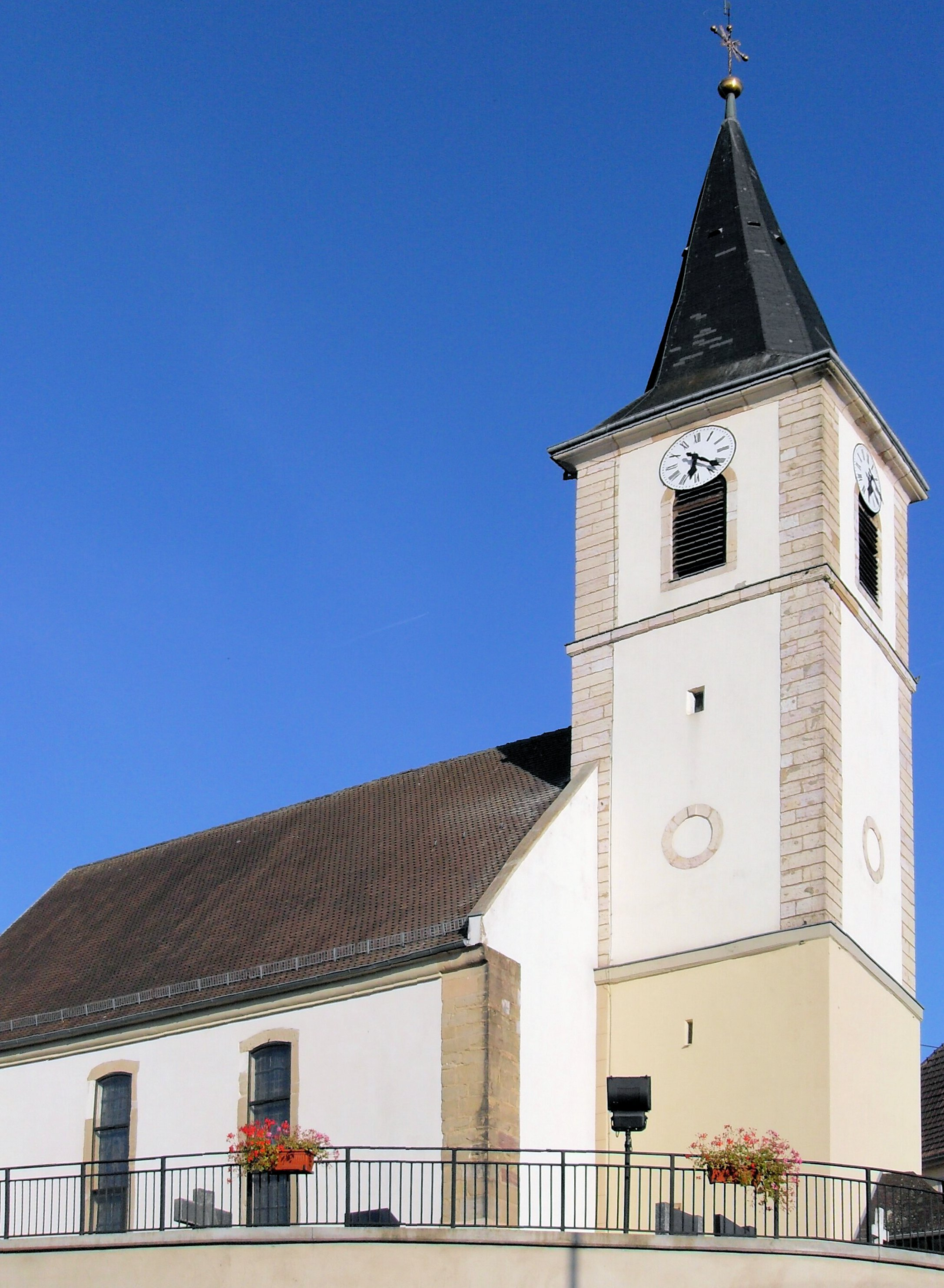
Колокольня